# Jacob Smith z Balroe
Jacob Smith z Balroe (latinsky Jacobus Smith de Balroe, asi 1698 Hrabství Westmeath, Irsko – 2. června 1744 Karlovy Vary) byl původem irský lékař, univerzitní pedagog a odborný spisovatel ze šlechtického rodu Smithů z Balroe působící v českých zemích. Působil jako děkan pražské lékařské fakulty a rektora Karlo-Ferdinandovy univerzity.

## Životopis

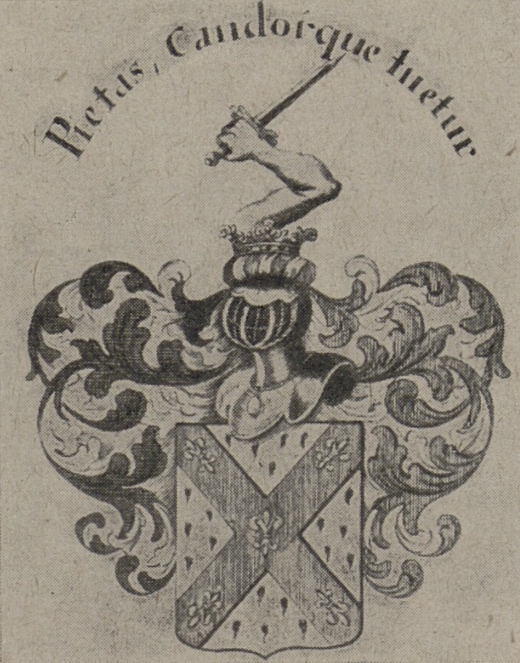
Erb Smithů z Balroe

Narodil se v hrabství Westmeath ve středním Irsku, součásti Spojeného království Velké Británie a Irska, do irské šlechtické katolické rodiny jako nejstarší ze tří synů, jeho rodiči byli Thomas Smith of Balroe a Maria of Penson z britské rodiny Midelton. Rod původně nesl příjmení MacGowan a odešel do Habsburské morarchie na základě útisku katolíků anglikánskou církví na přelomu 17. a 18. století.
Vyrůstal v Praze, roku 1714 byl zapsán ke studiu filozofie na Karlo-Ferdinandově univerzitě, ze které roku 1716 získal doktorát. Zároveň, mimo jiné s podporou Františka Josefa Černína z Chudenic a hybernského kláštera na pražském Novém Městě, studoval lékařství na lékařské fakultě univerzity, které zakončil roku 1719 u profesorů Jana Františka Löwa z Erlsfeldu a Leonarda Ferdinanda Meisnera. Roku 1726 získal profesuru. Bydlel v Praze na Starém Městě, přímo v Karolinu, sídle univerzity. Byl autorem několika odborných prací v latině.
V letech 1737 až 1739 vykonával funkci děkana pražské lékařské fakulty, roku 1744 se pak stal univerzitním děkanem.  

### Úmrtí
Zemřel 2. června 1744 v Karlových Varech. Pohřben byl v pražském hybernském klášteře. Ve funkci děkana Karlo-Ferdinandovy univerzity jej nahradil František Xaver Heissler. 